# 勒格雷
勒格雷（法語：Le Grès）是法国上加龙省的一个市镇，属于图卢兹区。该市镇总面积8.13平方公里，2009年时的人口为328人。

## 人口
勒格雷人口变化图示